# Dunkin Ravine
Die Dunkin Ravine ist ein kleiner Zufluss des Blenheim River im Norden von Dominica im Parish Saint Andrew.

## Geographie
Die Dunkin Ravine entspringt in Fond Gould auf ca. 160 m über dem Meer und fließt nach Norden, wobei sie weitere kleine Quellbäche von rechts und Süden aufnimmt. Bei La Source mündet sie in den Blenheim River. Westlich schließt sich das Einzugsgebiet der Moutine Ravine an und östlich das Einzugsgebiet des Beauplan River.
Der Bach ist ca. 1 km lang.